# Stanford Financial Group

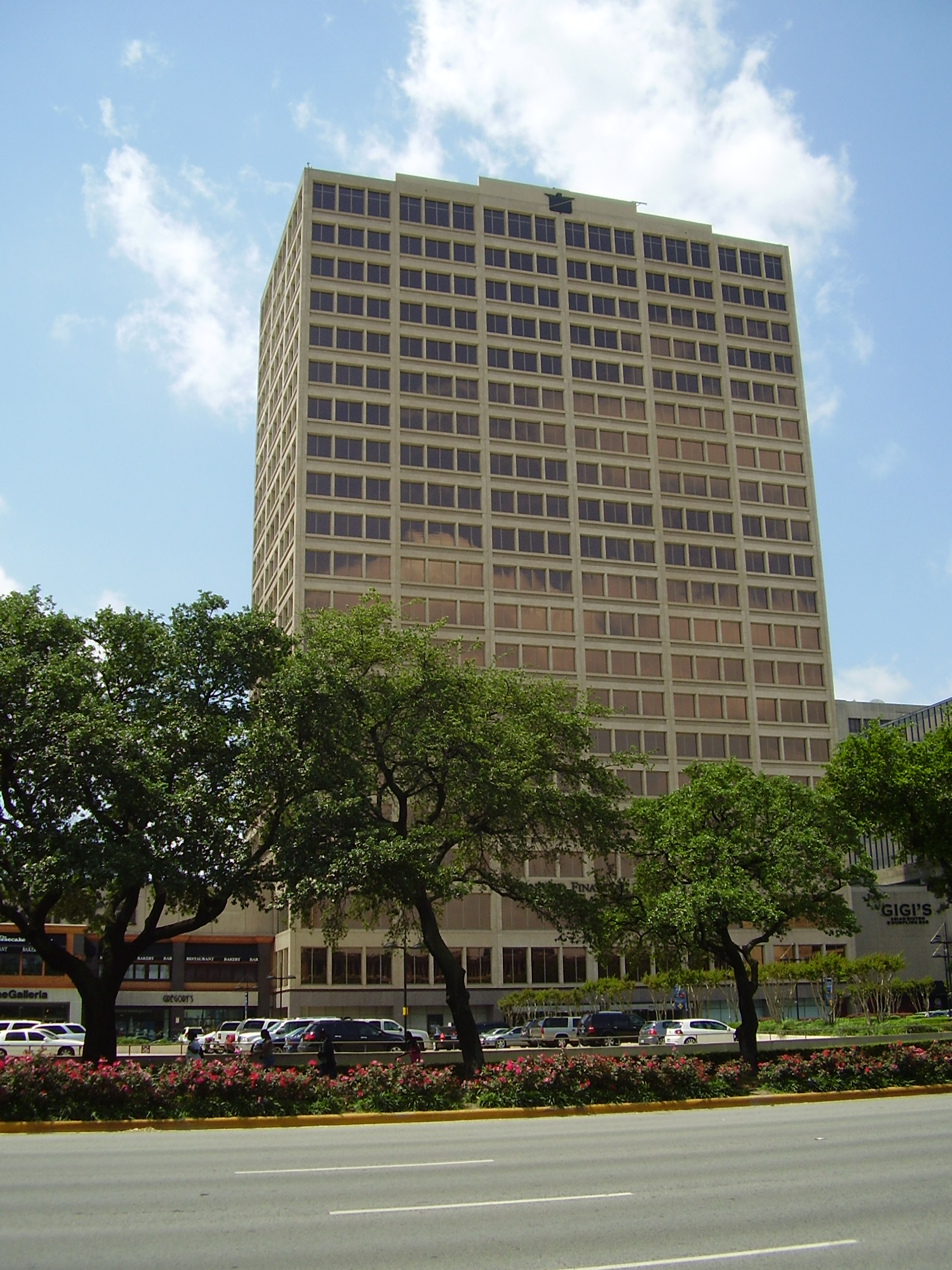
Galleria Tower II, la sede del Stanford Financial Group.

Stanford Financial Group era una empresa de finanzas. Stanford tenía su sede en Galleria Tower II en Uptown Houston, Texas, Estados Unidos. R. Allen Stanford operaba la empresa.
En febrero de 2009 la Securities and Exchange Commission acusó a la empresa de cometer fraude. El 27 de agosto de 2009 el director de Finanzas de la empresa, James Davis, se declaró culpable de varios delitos federales y admitió que la organización estaba involucrada en un fraude desde hacía mucho tiempo.
Allen Stanford fue condenado el 14 de junio de 2012 a 110 años de prisión por fraude. Había sido declarado culpable en marzo de haber engañado a unos 30 mil inversores de clase media como maestros jubilados, veteranos y trabajadores de más de cien países, mediante un esquema Ponzi, a través del Banco Stanford International, con sede en Antigua. Stanford, ocupaba el lugar 605 de la lista de personas más ricas del mundo en 2006, según la revista Forbes, con 2 mil 200 millones de dólares.